# Entoloma rhodopolium
Entoloma rhodopolium és un bolet verinós que es troba a Àsia i Europa (incloent-hi Catalunya) i Nord-amèrica. Al Japó és un dels tres bolets més implicats en enverinaments (els altres dos són Omphalotus guepiniformis i Tricholoma ustale). E. rhodopolium sovint es confon amb el bolet comestible, E. sarcopum. Els símptomes d'enverinament són predominantment són gastrointestinals i s'hi han trobat els agents tòxics muscarina i colina.
Entoloma nidorosum, anteriorment considerat una espècie separada, actualment es considera una varietat d'Entoloma rhodopolium.

## Galeria

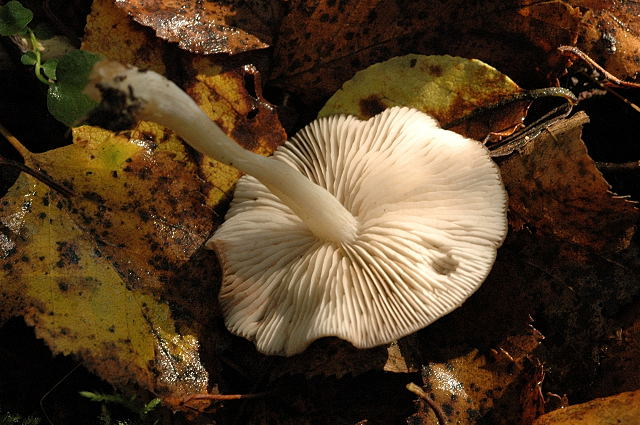